# Degeberga backar
Degeberga backar är ett kommunalt naturreservat och natura 2000-område strax öster om Degeberga i Kristianstads kommun i Skåne län.
Området är naturskyddat sedan 2008 och är 31 hektar stort. Reservatet består av sandrika kullar som skapades under den senaste istiden.
På Degeberga backar trivs bland annat ovanliga arter som tofsäxing, liten sandlilja och sandnejlika. Även backsippa växer här.
De öppna sandmarkerna utgör hemvist för sandödlan.